# Constantin von Weiß

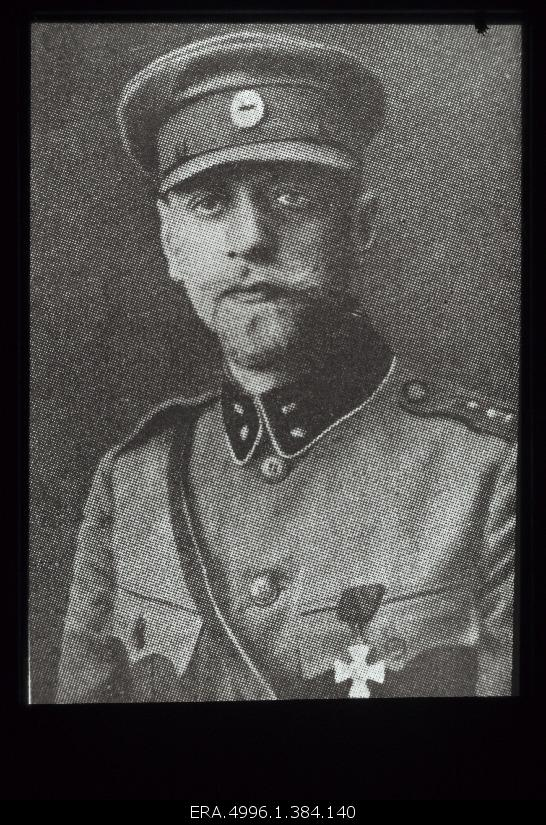
Constantin von Weiß

Constantin von Weiß (* 29. Juli 1877 in Zarskoje Selo; † 17. Juni 1959 in Augsburg) war ein deutsch-baltischer Offizier.

## Leben
Geboren wurde er als ältester Sohn des Ingenieurs Alexander von Weiss und dessen Frau Alexandrine. Zunächst in der Kaiserlich Russischen Armee, befehligte er im Estnischen Freiheitskrieg von 1918 bis 1920 das Baltenregiment. Nach 1920 diente er als Oberst in der Armee Estlands.
Weiß schaffte es, die deutschbaltischen Freiwilligen der estnischen Armee einzugliedern und somit – anders als in Lettland – eine gemeinsame Basis für ein Zusammenleben der Volksgruppen in der jungen Republik Estland zu schaffen. 1945 floh Weiß aus Westpreußen über Mecklenburg nach Heuerstubben bei Ahrensbök in Holstein.

## Auszeichnungen
- Russischer Orden des Heiligen Georg, 4. Klasse (1915)
- Orden des Heiligen Wladimir, 3. Klasse
- Russischer Orden der Heiligen Anna, 2. Klasse
- Sankt-Stanislaus-Orden, 2. Klasse
- Freiheitskreuz (Estland) I/2